# Mierzeja Sarbska
Mierzeja Sarbska este o arie protejată (sit de importanță comunitară — SCI) din Polonia întinsă pe o suprafață de 1.926,67 ha, integral pe uscat.

## Localizare
Centrul sitului Mierzeja Sarbska este situat la coordonatele 54°46′45″N 17°41′09″E / 54.7792°N 17.6858°E.

## Înființare
Situl Mierzeja Sarbska a fost declarat sit de importanță comunitară în aprilie 2004 pentru a proteja 1 specie de plante și 2 specii de animale.

## Biodiversitate
Situată în ecoregiunea continentală, aria protejată conține 12 habitate naturale: Lagune de coastă, Dune mobile cu vegetație embrionară, Dune mobile de-a lungul țărmului cu Ammophila arenaria („dune albe”), Dune de coastă fixe cu vegetație erbacee („dune gri”), Dune fixe decalcificate cu Empetrum nigrum, Dune cu Salix repens ssp. argentea (Salicion arenariae), Dune împădurite din regiunile atlantică, continentală și boreală, Depresiuni intradunale umede, Pajiști umede nord-atlantice cu Erica tetralix, Mlaștini turboase de tranziție și turbării mișcătoare, Păduri acidofile de stejar bătrân cu Quercus robur pe câmpii nisipoase, Mlaștini împădurite.
La baza desemnării sitului se află mai multe specii protejate:
- plante (1): Linaria loeselii
- mamifere (1): Halichoerus grypus
- nevertebrate (1): Anisus vorticulus

Pe lângă speciile protejate, pe teritoriul sitului au mai fost identificate 1 specie de plante.